# Павловка (Тамалинский район)
Па́вловка — посёлок Ульяновского сельсовета Тамалинского района Пензенской области. На 1 января 2004 года — 10 хозяйств, 25 жителей.

## География
Посёлок расположен на северо-западе Тамалинского района, на правом берегу реки Сюверни, расстояние до центра сельсовета села Ульяновка — 16 км, расстояние до районного центра пгт. Тамала — 30 км.

## История
По исследованиям историка — краеведа Полубоярова М. С., образован в I половине XX века, в 1930 году относился к Масловскому сельсовету,
в 1950-х годах — в Белинском районе, в 1966 году передан в Тамалинский район. До 2010 года входил в Каменский сельсовет. Согласно Закону Пензенской области № 1992-ЗПО от 22 декабря 2010 года Каменский сельсовет упразднён, посёлок передан в Ульяновский сельский совет.
В 1950-х годах располагалась бригада колхоза «Заря коммунизма».

## Численность населения
| год                | 1930 | 1959 | 1979 | 1989 | 1996 | 2004 |
| ------------------ | ---- | ---- | ---- | ---- | ---- | ---- |
| количество жителей | 180  | 91   | 56   | 28   | 27   | 25   |

## Улицы
- Павловская.